# 城巴A28線
城巴A28線是香港一條機場巴士路線，屬由城巴有限公司營辦的「城巴機場快線」之一，於2023年12月18日起投入服務，來往日出康城及機場，途經調景嶺、尚德邨、翠林邨、寶達邨、安達邨、安泰邨、牛池灣、鑽石山、黃大仙及畢架山花園，並取道呈祥道、青葵公路、青嶼幹線及北大嶼山公路往返香港國際機場與港珠澳大橋香港口岸，全程收費為$44.0。
本線全程行車里數為65.1公里，取代A10線成為目前全程行車里數最長的日間城巴機場快線，更取代E22A線全程60.2公里的紀錄，成為行車里數最長的日間專營巴士路線。

## 歷史
為配合將軍澳南及日出康城一帶的發展及人口增長，城巴及運輸署於《2020－2021年度巴士路線計劃》中，建議重組服務九龍東的城巴機場快線服務，當中建議城巴A29P線所有班次劃一以日出康城為將軍澳端總站，並改經寶達邨公共運輸交匯處、安達邨、安泰邨及順利邨往返機場，同時更改路線編號為「A28」；原有在秀茂坪邨、順天邨及順安邨的服務，則由城巴A26線改經該帶取代。建議出爐後，西貢區議會認為A28線在觀塘區的走線依然迂迴，未能改變乘客對新路線行車時間過長的觀感，要求精簡走線。運輸署願意聆聽，在同年12月提出的修訂方案中，建議此路線直接取道新清水灣道往返安泰邨及牛池灣，不再途經順利邨（僅往日出康城方向繞經順利紀律部隊宿舍），A26線因此在改經秀茂坪後會繞經整個四順才往返牛頭角。
A28線原計劃於2021年第二季投入服務並取代A29P線，但受2019冠狀病毒病疫情影響，往返機場的需求量大跌，一度使此路線遲遲未能投入服務。直至疫情於2023年逐漸緩和，以及在西貢和觀塘區議員不斷爭取下，A28線於2023年12月18日起投入服務，來回方向繞經港珠澳大橋香港口岸。

## 服務時間及班次
A28線往機場方向於每日全日提供服務，往日出康城方向則於每天上午繁忙時間過後提供服務，列表如下，當中每日首兩個由日出康城開出的班次繞經國泰城，而星期一至六（公眾假期除外）06:55由日出康城開出，以及17:20及18:20由機場開出的班次繞經機場博覽館及航天城東路：
| 日出康城開          | 日出康城開          | 機場開            | 機場開        |
| 服務時間 （每日）   | 班次 （分鐘）       | 服務時間 （每日） | 班次 （分鐘） |
| ------------------- | ------------------- | ----------------- | ------------- |
| 05:25、06:55、07:40 | 05:25、06:55、07:40 | 11:20－00:20      | 60            |
| 08:35－20:35        | 60                  |                   |               |

## 收費
A28線全程收費為$44.0，並設12歲以下小童及65歲或以上長者半價優惠，惟此線並不受長者及合資格殘疾人士公共交通票價優惠計劃中的$2票價優惠覆蓋。乘客登車時需以現金或八達通卡繳付車資，不設找贖；而每位成人乘客可免費帶同最多兩名四歲以下而且不佔座位的兒童乘車。此外，乘客亦可使用指定電子支付工具繳付車資，使用此支付方式的乘客可享有與其他城巴獨營路線或聯營線城巴班次之轉乘優惠，惟不適用於與非城巴路線之轉乘優惠，乘客亦不能享有「公共交通費用補貼計劃」。
A28線沿途分段收費如下：
| 上車地點＼落車地點 | 機場   | 日出康城 |
| ------------------ | ------ | -------- |
| 彩虹邨丹鳳樓起     | $40.8  | 不適用   |
| 青嶼幹線巴士轉乘站 | $17.8  | $30.3    |
| 國泰城             | $4.2   | 不適用   |
| 畢架山花園         | 不適用 | $13.6    |
| 黃大仙站起         | $10.5  |          |
| 安泰邨起           | $6.8   |          |

此外，合資格的機場及港珠澳大橋香港口岸員工，持已向城巴登記「認可僱員身份」的實體個人八達通卡，可以每程$28.2優惠價乘搭此路線。相關乘客需在登車時向車長出示該八達通卡正面，獲得車長確認後以該卡繳付車費，優惠亦不能與其他轉乘優惠（青嶼幹線及將軍澳隧道巴士轉乘計劃除外）及即日來回優惠共用；而任何乘客乘搭此線往機場方向，然後於同一服務日內乘搭任何一條城巴機場快線日間路線往市區方向，即日來回機場／港珠澳大橋香港口岸／青嶼幹線巴士轉乘站及市區，次程可享半價優惠。該優惠只適用於來回程均使用八達通或指定電子支付工具的乘客。

## 行車路線
A28線由日出康城開出的班次途經康城路、環保大道（南行）、駿日街（東行）、駿昇街（南行）、掉頭處、駿昇街（北行）、駿日街（西行）、環保大道（北行）、蓬萊徑、蓬萊路、環保大道、寶邑路、唐俊街、將軍澳站公共運輸交匯處、唐德街、唐賢街、寶邑路、景嶺路、調景嶺站公共運輸交匯處、景嶺路、唐明街、寶康路、寶琳北路、寶琳路（西行）、寶達邨公共運輸交匯處、寶琳路（東行）、安秀道、清水灣道、新清水灣道、清水灣道、龍翔道、呈祥道、青葵公路、長青隧道、長青公路、青衣西北交匯處、青嶼幹線、北大嶼山公路、機場路、暢航路、機場路、機場南交匯處、暢連路、航天城交匯處、赤鱲角路、順暉路、順匯路、赤鱲角路、東榮路、機場路、機場南交匯處及暢連路前往機場；由機場開出之班次經途暢連路、機場南交匯處、暢連路、航天城交匯處、赤鱲角路、順暉路、順匯路、港珠澳大橋香港口岸公共運輸交匯處、順匯路、赤鱲角路、順朗路、北大嶼山公路、青嶼幹線、青衣西北交匯處、長青公路、長青隧道、青葵公路、呈祥道、龍翔道、大磡道、龍翔道、清水灣道、新清水灣道、清水灣道、安秀道、寶琳路（西行）、寶達邨公共運輸交匯處、寶琳路（東行）、寶琳北路、寶康路、唐明街、景嶺路、寶邑路、環保大道（南行）、駿日街（東行）、駿昇街（南行）、掉頭處、駿昇街（北行）、駿日街（西行）、環保大道（北行）及康城路前往日出康城，具體停站請參考資訊框。